# Wielandsberg (Gemeinde Heidenreichstein)
Wielandsberg ist eine Ortschaft und gleichzeitig eine Katastralgemeinde der Stadtgemeinde Heidenreichstein im nordwestlichen Waldviertel mit 42 Einwohnern (Stand 1. Jänner 2024).

## Geographie
Die Streusiedlung Wielandsberg grenzt wie folgt an die Katastralgemeinden der Stadtgemeinde Heidenreichstein: im Norden an Kleinpertholz und im Süden an Seyfrieds. Im Osten von Wielandsberg liegt die Katastralgemeinde Aalfang der Gemeinde Amaliendorf-Aalfang.
Wielandsberg befindet sich auf 558 m ü. A. und am 1. April 2020 umfasste die Ortschaft 34 Adressen.
Der Wielandsberger Wald befindet sich in der benachbarten Katastralgemeinde Seyfrieds.

## Geschichte
Der Ortsname wurde 1563 urkundlich erwähnt.
Die Siedlung entstand in der zweiten Hälfte des 18. Jahrhunderts und 1784 wurde eine eigene Katastralgemeinde gebildet. 1850 schloss sich der Ort mit 161 Einwohnern der Marktgemeinde Heidenreichstein an.
1913 wurde in der Katastralgemeinde eine Freiwillige Feuerwehr gegründet.
Laut Adressbuch von Österreich waren im Jahr 1938 in Wielandsberg zwei Gastwirte, ein Gemischtwarenhändler und ein Viktualienhändler ansässig.